# Mauro Nespoli
Mauro Nespoli (Voghera, 22 novembre 1987) è un arciere italiano, vincitore della medaglia d'oro nella gara a squadre ai Giochi olimpici di Londra 2012 oltre all'argento, sempre a squadre, di Pechino 2008 e a quello nella gara individuale di Tokyo 2020.

## Biografia
Nespoli entra in contatto con il mondo tiro con l'arco per la prima volta nel luglio del 1997, mentre si trova con la sua famiglia in vacanza ad Aprica. Un mese dopo si iscrive ad un corso il cui istruttore era Luciano Malovini, atleta della nazionale paralimpica di tiro con l'arco, che successivamente diventa il suo allenatore personale. Ha studiato ingegneria informatica presso l'Università degli Studi di Pavia.
L'anno seguente vince la sua prima medaglia d'oro ai Giochi della Gioventù del 1998. Nel 2002 viene convocato per la prima volta nella nazionale italiana juniores e dal 2006 fa parte di quella seniores. 
Il 20 maggio 2008 Nespoli, insieme ai compagni della Nazionale Italiana Amedeo Tonelli, Pia Carmen Lionetti ed Elena Tonetta, entrò a far parte dell'Aeronautica Militare aggiungendosi a Marco Galiazzo e Michele Frangilli.
Nello stesso anno viene convocato per i Giochi olimpici di Pechino, insieme a Marco Galiazzo, Ilario Di Buò, Natalia Valeeva, Elena Tonetta, Pia Carmen Lionetti; con Ilario Di Buò e Marco Galiazzo vince l'argento nella prova a squadre maschile.
Quattro anni dopo viene scelto anche per i Giochi olimpici di Londra dove, il 28 luglio 2012, vince l'oro nella gara a squadre con Marco Galiazzo e Michele Frangilli, battendo in finale gli Stati Uniti.
Nel 2015, ai I Giochi europei di Baku, in Azerbaigian, vince l'oro nel gara mista in coppia con Natalia Valeeva.
Nel 2017 ai mondiali di Città del Messico  si laurea campione del mondo con la squadra maschile di arco ricurvo, la specialità olimpica, insieme a David Pasqualucci e Marco Galiazzo. I tre, in ottavi e quarti di finale, sconfiggono sia Cina Taipei che Stati Uniti per 5-3, in semifinale affrontano la selezione della Corea del Sud, numeri 1 del mondo e favoriti della vigilia, riuscendo a batterli allo shoot-off per 5-4.
In finale trovano la Francia vincendo, per 6-0 laureandosi campioni del mondo per la seconda volta nella storia dell'Italia dopo il successo di Riom 1999.
Nel 2019 ai II Giochi europei di Minsk vince ancora la medaglia d'oro nel misto insieme a Lucilla Boari e la gara individuale battendo in finale l'olandese Steve Wijler.
Il 31 luglio 2021 a Tokyo 2020 vince la sua seconda medaglia d'argento olimpica perdendo la finale contro il turco Mete Gazoz nella prova individuale maschile.
Nel giugno 2023 vince l'oro nella gara a squadre ai III Giochi europei di Cracovia insieme a Federico Musolesi e Alessandro Paoli.
Ha fatto la sua quinta apparizione olimpica a Parigi 2024, dove si è classificato 6º nella prova individuale e nella gara a squadre maschile, con Federico Musolesi e Alessandro Paoli, e 7º nella gara a squadre miste, con Chiara Rebagliati.

## Palmarès
- Giochi olimpici

Pechino 2008: argento a squadre.
Londra 2012: oro a squadre.
Tokyo 2020: argento individuale.
- Mondiali

2011 - Torino: bronzo a squadre.
2015 - Copenaghen: argento a squadre.
2017 - Città del Messico: oro a squadre.
2019 - 's-Hertogenbosch: bronzo a squadre miste.
2023 - Berlino: bronzo a squadre miste.
- Mondiali indoor

2009 - Rzeszów: argento a squadre.
- Europei

2008 - Vittel: oro a squadre.
2012 - Amsterdam: oro a squadre miste e argento a squadre.
2018 - Legnica: oro a squadre miste e argento a squadre.
2022 - Monaco di Baviera: oro a squadre e bronzo  a squadre miste.
- Europei indoor

2011 - Cambrils: oro individuale e bronzo a squadre.
- Giochi europei

2015 - Baku: oro a squadre miste.
2019 - Minsk: oro individuale e a squadre miste.
2023 - Cracovia: oro a squadre.
- Giochi del Mediterraneo

2013 - Mersina: bronzo a squadre.
2022 - Orano: argento a squadre miste, bronzo a squadre.
- Giochi mondiali militari

2015 - Mungyeong: argento individuale.
2019 - Wuhan: argento a squadre e a squadre miste.
- Mondiali giovanili

2002 - Nymburk: bronzo a squadre.

## Record
- Record mondiale junior alla distanza di 25 m conseguito a Gallarate il 14 novembre 2004 con 582 punti su 600.
- Record europeo cadet alla distanza di 70 m conseguito a Montesegale il 25 aprile 2003. Del giugno dello stesso anno è il record nell'Olympic Round (70 m).
- Record italiano junior nel doppio indoor (18 m e 25 m) e record italiano senior alla distanza di 90 m all'interno della gara FITA, con 329 punti su 360.

## Scheda tecnica
| Riser             | Fivics Titan |
| Flettenti         | Titan Limbs 70 50 |
| Potenza effettiva | 58# |
| Mirino            | Sure Lock |
| Stabilizzazione   | Stabilizzatore centrale: Fivics CEX 2000 (30") Baffi/Astine: Fivics CEX 2000 (10") Prolunghino: Fivics CEX 2000 (4") V-bar: Fivics. |
| Rest              | Shibuya |
| Bottone           | Beiter |
| Corda             | 8125 a 18 fili |
| Frecce            | Aste: Carbon Express 300 Punte: 100 grani Cocche: Beiter Impennaggio: EliVanes EVO                                                  |
| Patelletta        | Fivics |
| Dragona           | Polso-pollice |
| Parabraccio       | Fivics |
| Paraseno          | Fivics |
| Faretra           | Fivics |